# Андреас Цюлов
Андре́ас Цю́лов (нім. Andreas Zülow; нар. 23 жовтня 1965, Людвіґслуст, Німеччина) — німецький боксер-любитель, олімпійський чемпіон 1988 року, призер чемпіонатів світу та Європи.

## Аматорська кар'єра
На чемпіонаті Європи 1985 програв у другому бою Томашу Новаку (Польща).
На чемпіонаті світу 1986 завоював бронзову медаль.
- В 1/16 фіналу переміг Клауса Нікетта (ФРН) — 5-0
- В 1/8 фіналу переміг Кунле Ла Коста (Нігерія) — RSCH-1
- У чвертьфіналі переміг Боббі Маккарті (Ірландія) — 5-0
- У півфіналі програв Келсі Бенксу (США) — 1-4

На чемпіонаті Європи 1987 програв у першому бою Мехаку Казаряну (СРСР) — 1-4.
Олімпійські ігри 1988 
- 1/32 фіналу. Переміг Патріка Ваверу (Кенія) — 5-0
- 1/16 фіналу. Переміг Джорджіо Кампвнеллу (Італія) — 5-0
- 1/8 фіналу. Переміг Костянтина Цзю (СРСР) — 3-2
- 1/4 фіналу. Переміг Мохаммеда Регазі (Єгипет) — 5-0
- 1/2 фіналу. Переміг Ромалліса Елліса (США) — 5-0
- Фінал. Переміг Джорджа Скотта (Швеція) — 5-0

На чемпіонаті світу 1989 завоював срібну медаль.
- В 1/8 фіналу переміг Даррелл Гайлза (Австралія) — 24-4
- У чвертьфіналі переміг Фареда Чеклат (Франція) — AB-3
- У півфіналі переміг Костянтина Цзю (СРСР) — 17-14
- У фіналі програв Хуліо Гонсалес Валладарес (Куба) — 15-15(+)

На Іграх доброї волі 1990 в Сіетлі зазнав поразки в першому бою від Мехака Казаряна (СРСР) — 0-5.
На чемпіонаті Європи 1991 завоював срібну медаль.
- В 1/8 фіналу переміг Марха Малайова (Ізраїль) — 47-6
- У чвертьфіналі переміг Стефана Казо (Франція) — 33-6
- У півфіналі переміг Мікеле Піццирилло (Італія) — 19-11
- У фіналі програв Костянтину Цзю (СРСР) — 11-33

Олімпійські ігри 1992 
- 1/16 фіналу. Переміг Джае Кунг Кіма (Південна Корея) — 12-0
- 1/8 фіналу. Програв Ектору Віненту (Куба) — 2-14